# Alexander Tengryd
Lars Alexander Sampath Tengryd (Höllviken, 29 gennaio 1986) è un allenatore di calcio svedese.

## Carriera
Ha svolto tutta la trafila delle giovanili nel Trelleborg per poi, nel 2006, entrare a far parte dello staff tecnico del settore giovanile dello stesso club.
Ha poi iniziato la stagione 2013 lavorando nel settore giovanile del Brommapojkarna, per poi entrare in quello dell'Helsingborg durante l'estate. Qui è rimasto fino al 2017, con nel mezzo anche una parentesi da capo allenatore all'HIF Akademi, squadra militante nei campionati senior minori ma composta da giovani giocatori da sviluppare.
Quindi ha trascorso la stagione 2018 sulla panchina della prima squadra dell'Ängelholms FF, formazione impegnata nell'allora Division 1, terza serie nazionale. La squadra ha chiuso il proprio girone al penultimo posto, retrocedendo.
Nel 2019 ha cominciato l'annata all'Helsingborg in qualità di assistente allenatore di Per-Ola Ljung prima e di Henrik Larsson poi. Con le dimissioni di Larsson, Tengryd ha traghettato la squadra per un paio di partite di Allsvenskan prima dell'annuncio del nuovo capo allenatore Olof Mellberg.
Tra il 2020 e il 2021 ha ricoperto per due stagioni il ruolo di assistente sulla panchina del Trelleborg, anch'esso suo vecchio club, il quale nel frattempo ha militato nel campionato di Superettan.
A partire dalla stagione 2022 è stato assistente di Mikael Stahre all'IFK Göteborg. Nel precampionato della stagione 2023, tuttavia, Stahre è stato esonerato l'8 marzo 2023 dopo l'eliminazione dalla fase a gironi della Coppa di Svezia 2022-2023, con la panchina biancoblu che è stata affidata temporaneamente a Tengryd e all'altro assistente William Lundin. La loro parentesi da capo allenatori ad interim è coincisa con le prime 11 giornate dell'Allsvenskan 2023, nelle quali la squadra ha raccolto 7 punti posizionandosi provvisoriamente al terzultimo posto, fintanto che il 7 giugno 2023 è stato annunciato l'arrivo del danese Jens Berthel Askou come nuovo allenatore in pianta stabile.
Il 22 giugno 2023 è stato reso noto che Tengryd, tornato nel frattempo al proprio ruolo di assistente, avrebbe lasciato l'incarico per accettare un'offerta di lavoro dalla Federcalcio svedese.